# 19e législature de la Colombie-Britannique

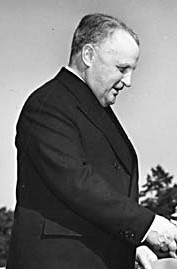
Thomas Dufferin Pattullo, premier ministre (1933-1941).

La 19e législature de la Colombie-Britannique a siégé de 1937 à 1941. Ses membres sont élus lors de l'élection générale de 1937 (en). Le Parti libéral de la Colombie-Britannique dirigé par Thomas Dufferin Pattullo remporte l'élection et forme un gouvernement majoritaire. Le Parti conservateur de la Colombie-Britannique forme l'opposition officielle.
Norman William Whittaker est président de l'Assemblée durant toute la durée de la législature.

## Membre de la 19elégislature
| Député | Député                        | Circonscription       | Parti        |
| ------ | ----------------------------- | --------------------- | ------------ |
|        | George Sharratt Pearson       | Alberni-Nanaimo       | Libéral      |
|        | William James Asselstine      | Atlin                 | Libéral      |
|        | Ernest Edward Winch           | Burnaby               | CCF          |
|        | Louis LeBourdais              | Cariboo               | Libéral      |
|        | Leslie Harvey Eyres           | Chilliwack            | Conservateur |
|        | Thomas King                   | Columbia              | Libéral      |
|        | Colin Cameron                 | Comox                 | CCF          |
|        | Samuel Guthrie                | Cowichan-Newcastle    | CCF          |
|        | Frank Mitchell MacPherson     | Cranbrook             | Libéral      |
|        | Leonard Alec Shepherd         | Delta                 | CCF          |
|        | Frank Porter Patterson        | Dewdney               | Conservateur |
|        | Elmer Victor Finland          | Esquimalt             | Conservateur |
|        | Thomas Hubert Uphill          | Fernie                | Travailliste |
|        | Henry George Thomas Perry     | Fort George           | Libéral      |
|        | Ezra Churchill Henniger       | Grand Forks-Greenwood | Libéral      |
|        | Macgregor Fullarton MacIntosh | The Islands           | Conservateur |
|        | Robert Henry Carson           | Kamloops              | Libéral      |
|        | Charles Sidney Leary          | Kaslo-Slocan          | Libéral      |
|        | George Matheson Murray        | Lillooet              | Libéral      |
|        | John Melvin Bryan Sr.         | Mackenzie             | Libéral      |
|        | Frank Putnam                  | Nelson-Creston        | Libéral      |
|        | Arthur Wellesley Gray         | New Westminster       | Libéral      |
|        | Kenneth Cattanach MacDonald   | North Okanagan        | Libéral      |
|        | Dorothy Steeves               | North Vancouver       | CCF          |
|        | Mark Matthew Connelly         | Omineca               | Libéral      |
|        | Glen Everton Braden           | Peace River           | Libéral      |
|        | Thomas Dufferin Pattullo      | Prince Rupert         | Libéral      |
|        | Harry Johnston                | Revelstoke            | Libéral      |
|        | Richard Ronald Burns          | Rossland-Trail        | Libéral      |
|        | Norman William Whittaker      | Saanich               | Libéral      |
|        | Rolf Wallgren Bruhn           | Salmon Arm            | Indépendant  |
|        | Charles Herbert Percy Tupper  | Similkameen           | Libéral      |
|        | Edward Tourtellotte Kenney    | Skeena                | Libéral      |
|        | Cecil Robert Bull             | South Okanagan        | Libéral      |
|        | John Howard Forester          | Vancouver-Burrard     | Libéral      |
|        | Gerald Grattan McGeer         | Vancouver-Burrard     | Libéral      |
|        | Fred Crone                    | Vancouver Centre      | Libéral      |
|        | Gordon Sylvester Wismer       | Vancouver Centre      | Libéral      |
|        | James Lyle Telford            | Vancouver East        | CCF          |
|        | Harold Edward Winch           | Vancouver East        | CCF          |
|        | Royal Lethington Maitland     | Vancouver-Point Grey  | Conservateur |
|        | James Alexander Paton         | Vancouver-Point Grey  | Conservateur |
|        | George Moir Weir              | Vancouver-Point Grey  | Libéral      |
|        | Herbert Anscomb               | Victoria City         | Conservateur |
|        | John Hart                     | Victoria City         | Libéral      |
|        | Joseph Douglas Hunter         | Victoria City         | Conservateur |
|        | William Thomas Straith        | Victoria City         | Libéral      |
|        | John Joseph Alban Gillis      | Yale                  | Libéral      |

## Répartition des sièges
| Parti    | Parti        | Député(s) |
| -------- | ------------ | --------- |
|          | Libéral      | 31        |
|          | Conservateur | 8         |
|          | CCF          | 7         |
|          | Indépendant  | 1         |
|          | Travailliste | 1         |
| Total    | Total        | 48        |
| Majorité | Majorité     | 14        |

## Élections partielles
Des élections partielles ont été tenues pour diverses autres raisons:
| Circonscription  | Député                       | Parti   | Élection          | Motif                                                                                                  |
| ---------------- | ---------------------------- | ------- | ----------------- | --- |
| Dewdney          | David William Strachan       | Libéral | 20 mai 1938       | Décès de F.P. Patterson le 10 février 1938                                                             |
| Vancouver Centre | Laura Emma Marshall Jamieson | CCF     | 1er mai 1939      | Décès de F. Crone le 3 avril 1939                                                                      |
| Cranbrook        | Arnold Joseph McGrath        | Libéral | 26 octobre 1939   | Démission de E.M. MacPherson le 27 septembre 1939; nommé commissaire fédéral au Conseil des Transports |
| Mackenzie        | Manfred McGeer               | Libéral | 21 septembre 1940 | Décès de J.M. Bryan le 5 mai 1940                                                                      |

## Autre(s) changement(s)
- Rolf Wallgren Bruhn se rallie aux Conservateur en 1938[5].
- James Lyle Telford est expulsé du caucus du CCF le 26 juin 1939 et siège ensuite comme indépendant[6].